# Littleton (Virginie-Occidentale)
Pour les articles homonymes, voir Littleton.
Littleton est une census-designated place située dans le comté de Wetzel, dans l’État de Virginie-Occidentale, aux États-Unis. Lors du recensement de 2020, elle comptait 103 habitants.